# Petres-See
Der Petres-See (griechisch Λίμνη Πετρών, Límni Petrón (f.sg.)) ist ein See im nördlichen Griechenland im Gebiet der Gemeinde Amyndeo, in den Ausläufern des Berges Voras. Er gehört zu einer Reihe von Seen im  Becken von Eordea (λεκάνης της Εορδαίας), das von den Bergen Verno, Voras, Siniatsiko und Vermio gebildet wird. Außer dem Petres-See gehört der Vegoritida-See, der Chimaditida-See (Χειμαδίτιδα) und der Zazari-See (Ζάζαρη) zu dieser Seen-Gruppe.

## Geographie
Der See bedeckt eine Fläche von 12,3 km² und liegt auf einer Höhe von 560 m. Vom Grundriss her zeigt er eine nach Norden verschobene Herzform. Er wird durch einen Kanal mit den Wassern des Chimaditida-Sees gespeist und gibt selbst Wasser an den Vegoritida ab. Mit einer maximalen Tiefe von 6 m gehört er zu den tieferen Seen Griechenlands. Am Südufer des Sees befindet sich die Kleinstadt Amyndeo, nördlich das Dorf Petres, das auch eine archäologische Stätte aus Hellenistischer Zeit vorzuweisen hat. Im Westen liegt das Dorf Agios Panteleimon auf der Landenge zwischen Petres- und Vegoritida-See.
Amyndeo ist ein Weinbaugebiet und das Wasserkraftwerk der Dimosia Epichirisi Ilektrismou wird durch Wasser aus dem See angetrieben.

## Verkehr
Von Westen kommend umgeht die Europastraße 65 (Ethniki Odos 3) den See südlich von Amyndeo. wenige Kilometer westlich kreuzt sie sich mit der Europastraße 86 (Ethniki Odos 2).

## Fauna
Der See bildet ein eigenes Ökosystem. Die endemische Art von Coregonus dient als Nahrungsgrundlage für Zwergscharbe, die am See zusammen mit Grau- und Seidenreihern vorkommen. Zum wertvollen Tierbestand gehören auch Störche und Fischotter. Aus diesem Grund wurde der See zusammen mit seinen Nachbarn in das Programm Natura 2000 aufgenommen.